# Touba (Gaoual)
Touba es una localidad de la prefectura de Gaoual en la región de Boké, Guinea, con una población censada en marzo de 2014 de 26 069 habitantes.
Se encuentra ubicada al noroeste del país, cerca de la frontera con Guinea-Bisáu.